# Karmøy
Karmøy és un municipi i una illa situat al comtat de Rogaland, Noruega. Té 42.187 habitants (2016) i la seva superfície és de 229,9 km². El centre administratiu del municipi és el poble de Kopervik.

## Ciutats agermanades
Karmøy manté una relació d'agermanament amb les següents localitats:
- Mjölby, Suècia
- Vinderup, Dinamarca
- Hankasalmi, Finlàndia[2]

## Fills il·lustres
- Harald I de Noruega, el primer rei de la Noruega unida.